# Contea di Dodge (Minnesota)
La contea di Dodge in inglese Dodge County è una contea dello Stato del Minnesota, negli Stati Uniti. La popolazione al censimento del 2000 era di 17 731 abitanti. Il capoluogo di contea è Mantorville.